# Toni Catany
Antoni Catany Jaume (Llucmajor, Baleares, 15 de agosto de 1942 - Barcelona, 14 de octubre de 2013), conocido artísticamente como Toni Catany, fue un fotógrafo español. Es una figura de referencia en el mundo de la fotografía española gracias a sus imágenes de carácter pictorialista en la que predominan los temas clásicos como la naturaleza muerta, el desnudo y el paisaje urbano. Catany realizó más de un centenar de exposiciones individuales, publicó numerosos libros y, entre otros reconocimientos, recibió el título de caballero de la Orden de las Artes y las Letras, otorgado por el Ministerio de Cultura francés (1991), y el Premio Nacional de Fotografía, concedido por el Ministerio de Educación y Cultura en 2001. 

## Biografía
De formación autodidacta, llegó a Barcelona en 1960 para comenzar sus estudios en Ciencias Químicas. Allí inició su carrera como fotógrafo haciendo reportajes de viajes. Sin embargo, desde un primer momento, se decantó por temáticas alejadas del fotoperiodismo, y en 1972 realizó su primera exposición.  
En 1979 se dio a conocer internacionalmente con un trabajo fotográfico sobre naturalezas muertas, para el que utilizó la antigua técnica del calotipo, creada por William Fox Talbot en 1839. Mediante este método trabajó sus géneros preferidos: la naturaleza muerta, el retrato, el desnudo y el paisaje. Investigador incansable de las distintas técnicas fotográficas, Toni Catany se valió de procedimientos del siglo XIX, como el citado calotipo, el heliograbado o el tiraje al carbón platino-paladio junto a otras técnicas más modernas, como la polaroid transportada. En sus últimos años, utilizó una cámara digital.
En 2023 se inauguró el Centre Internacional de Fotografia Toni Catany en su ciudad natal.

## Libros de fotografías
- 1987: Natures mortes
- 1991: La meva Mediterrània
- 1993: Somniar déus
- 1994: Obscura memòria
- 1997: Fotografies
- 1997: Cossiols
- 1998: Calotips
- 2000: Toni Catany, l'artista en el seu paradís
- 2002: Toni Catany
- 2009: Toni Catany. Photobolsillo

## Premios
- 2000: Premio Miquel dels Sants Oliver otorgado por la Obra Cultural Balear.
- 2001: Premio Nacional de Artes Plásticas de la Generalidad de Cataluña.
- 2001: Premio Nacional de Fotografía otorgado por el Ministerio de Cultura.
- 2003: Premios Ramon Llull del Gobierno de las Islas Baleares.